# Friedrich Crusius
Friedrich Crusius (vollständiger Name Friedrich Alfred Ernst Alexis Crusius , * 15. August 1897 in Tübingen; † 8. März 1941 in Linz) war ein deutscher Klassischer Philologe und Gymnasiallehrer.

## Leben
Crusius war das dritte Kind und der zweite Sohn des Klassischen Philologen und Universitätsprofessors Otto Crusius (1857–1918) und seiner Ehefrau Elisabeth Dorothea Franziska, geborene von Bihl (1858–1939). Er wuchs zusammen mit seinen älteren Geschwistern Elisabeth (1886–1970) und Otto Eduard (1892–1965) in Tübingen, Heidelberg (1898–1903) und München (ab 1903) auf, wo sein Vater Lehrstuhlinhaber für Griechische Philologie war. In München besuchte Friedrich Crusius das Wilhelmsgymnasium. Nach der Reifeprüfung (1915) und Teilnahme am Ersten Weltkrieg studierte er wie sein Vater Klassische Philologie und wurde Anfang 1926 zum Dr. phil. promoviert. Er arbeitete als Hauslehrer in Diursholm/Schweden und Berlin und ab 1933 als Gymnasiallehrer in Ingolstadt. Mit seiner Frau, Adelheid Luise Thea, geb. Stifler (1895–1964), hatte er zwei Kinder.

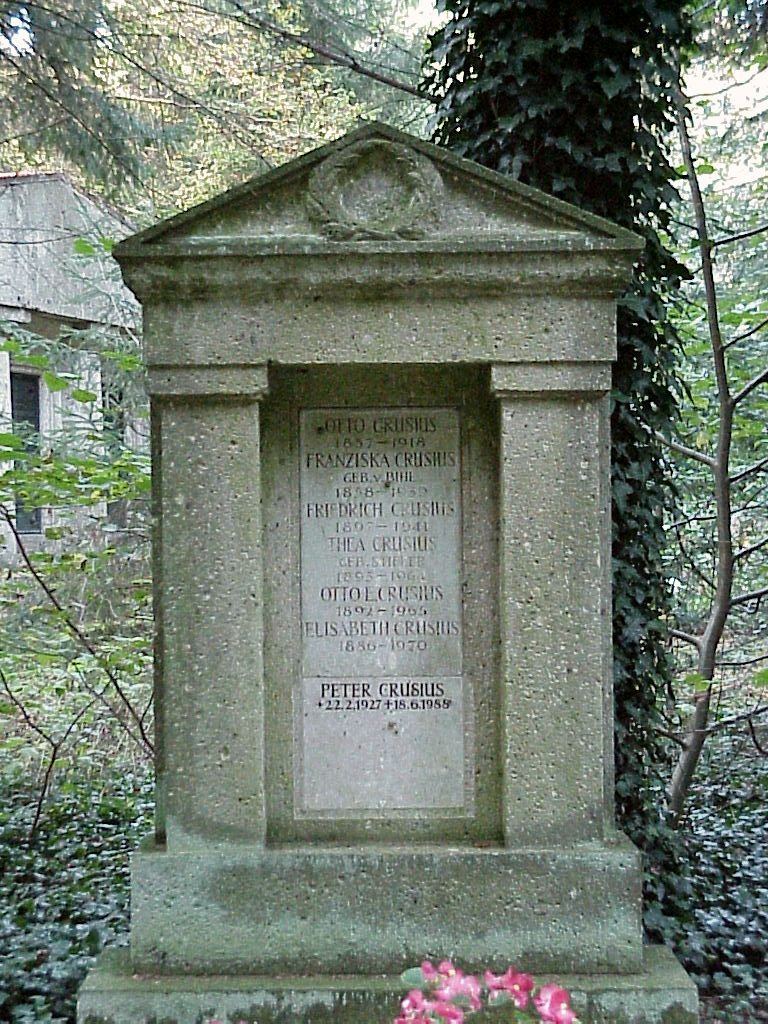
Grabmal auf dem Münchner Waldfriedhof

Am 1. April 1936 wurde Crusius aufgrund einer psychischen Erkrankung in die Heil- und Pflegeanstalt Eglfing-Haar eingewiesen. Dort blieb er, unterbrochen von einem Aufenthalt im Krankenhaus Schwabing (Oktober 1937–6. Oktober 1938) mehrere Jahre. Am 24. Oktober 1940 wurde er in einem Sammeltransport an die Gau-Heil- und Pflegeanstalt Niedernhart in Linz überwiesen und am gleichen Tag in die NS-Tötungsanstalt Hartheim weitergeschickt. Am 26. Oktober 1940 wurde er nach Niedernhart zurückverlegt und starb dort am 8. März 1941 auf der Abteilung von Dr. Rudolf Lonauer, der gleichzeitig Leiter der Tötungsanstalt Hartheim war. Alle Umstände sprechen dafür, dass er ermordet wurde. Sein behandelnder Arzt war Rudolf Lonauer.
Größere Bekanntheit erlangte Crusius durch sein Buch Römische Metrik: Eine Einführung, dessen erste Auflage 1929 im Münchener Verlag M. Hueber erschien. Nach seinem Tod überarbeitete sein Münchener Kollege Hans Rubenbauer das Buch und gab 1955 eine zweite Ausgabe heraus. Bis 1967 erlebte das Buch sechs weitere Auflagen, die letzte, 8. Auflage wurde bis 2006 sechsmal nachgedruckt.
Crusius ist ein Nachkomme von Balthasar Crusius.
Im Jahr 2018 wurde in der Mandlstraße 21 in München eine Stele zu seinem Gedenken enthüllt. Im Jahr 2022 wurde seine Biographie in die Webapp Erinnerungszeichen der Landeshauptstadt München, welche die Standorte der Erinnerungszeichen in München online zugänglich macht, aufgenommen.

## Schriften (Auswahl)
- Die Responsion in den Plautinischen Cantica. Leipzig 1929 (Philologus. Supplementband 21,1)
- Römische Metrik. Eine Einführung. München 1929. 2. Auflage, neu bearbeitet von Hans Rubenbauer, 1955. 8. Auflage 1967. Zahlreiche Nachdrucke